# Bugzilla
Bugzilla is een webgebaseerde bugtracker die oorspronkelijk ontwikkeld is door het Mozilla-project. Het is in 1998 vrijgegeven als opensourcesoftware door Netscape Communications. Bugzilla wordt door allerlei organisaties gebruikt om bugs in vrije en propriëtaire software te beheren.

## Overzicht
Bugzilla is geschreven in Perl en is vrijgegeven onder de Mozilla Public License.
Bugzilla vereist een databasemanagementsysteem, Perl en enkele Perlmodules, een geschikte webserver en een mailserver. Het kan worden gebruikt met MySQL of PostgreSQL. Bugzilla wordt meestal op Linux geïnstalleerd in combinatie met Apache, maar het is ook mogelijk BugZilla te gebruiken met IIS of een andere webserver die ondersteuning biedt voor CGI. Bugzilla wordt geïnstalleerd met een programma via de opdrachtregelinterface dat controleert of het systeem de vereiste software bevat.